# Homöopathie unwiderlegt?
Homöopathie unwiderlegt? ist ein Dokumentarfilm von Erik Lemke, der im Januar 2022 in Berlin Premiere hatte. Der Regisseur spricht in seinem Film mit 19 Vertretern der Homöopathie und wählte dafür die Methode sokratischer Gespräche. Kritiker der Homöopathie kommen nicht zu Wort.

## Inhalt
Zu Beginn des Films gibt Lemke einige Erklärungen ab. Die von ihm befragten Personen seien skeptische Befürworter der Homöopathie. Er verstehe seinen Film als eine Art Fortbildung und hoffe, der Film beantworte alle Fragen zur Homöopathie. Seine Gesprächspartner, denen stets dieselben Fragen vorgelegt wurden, erklären, was Homöopathie sei, und berichten, welche Probleme bei der Forschungsförderung für diese Behandlungsmethode der Alternativmedizin aufträten. Zwischen den Antworten werden Animationen eingeblendet, teilweise unterlegt mit Zitaten aus dem Organon der Heilkunst.
Samuel Hahnemann (1755–1843) ist der Begründer der Homöopathie. Sein Chinarindenversuch von 1790 wird als ihre „Geburtsstunde“ verstanden. Aus seinem Selbstversuch leitete Hahnemann die Überzeugung ab, homöopathische Arzneien könnten aus allerlei Substanzen hergestellt werden. Selbst aus dem Beton der Berliner Mauer sei homöopathische Arznei hergestellt worden, wie die Rezipienten des Films erfahren. Sie hören von Hahnemanns Konzept des Potenzierens durch Verdünnung, das später im Repertorium von James Tyler Kent so falsch wiedergegeben werde, dass es nach einhelliger Auffassung der befragten Fachleute mit Hahnemanns Lehre nicht mehr viel zu tun hätte.
Karl-Heinz Gebhardt, 98 Jahre alt und ehemals Vorsitzender der Hufelandgesellschaft spricht über die 1970er und 1980er Jahre. Er berichtet sowohl von der Gründung der Gesellschaft als auch der Karl und Veronica Carstens-Stiftung und erzählt, wie es unter Mobilisierung von Befürwortern dazu kam, dass homöopathische Arzneien 1976 in das Gesetz zur Neuordnung des Arzneimittelrechts aufgenommen wurden.
Eine Frage zum Filmtitel, der darauf anspielt, dass die Wirkung der Homöopathie wissenschaftlich nicht belegt ist, beantworten die Protagonisten unterschiedlich. Es wird eingeräumt, dass das Verfahren wissenschaftlichen Kriterien nicht genüge. Insofern würden sich insbesondere die homöopathisch tätigen Ärzte mehr staatliche Forschungsförderung wünschen, denn unabhängige klinische Studien seien teuer. Kritik stoße durchaus auf ihr Verständnis, sei allerdings heterogen begründet. So scheine insbesondere die Pharmaindustrie ein Problem zu haben. 
Den Patienten, und da sind sich die im Film zu Wort kommenden Ärzte einig, sei es jedoch gar nicht so wichtig, ob es irgendwelche Studien gebe, die einen Nachweis über die Wirksamkeit homöopathischer Arzneien bei diesen oder jenen Beschwerden lieferten. Für sie zähle, dass sie bei ihnen wirken. Auch wenn es nur der Glaube an die Wirksamkeit sei, bestehe dieser Glaube doch bereits seit mehr als 200 Jahren.
Wenn „Patienten von ihren positiven Krankheitsverläufen berichten“, müsse man das, so Lemke, „sehr ernst nehmen“, denn für ihr Befinden seien sie die Experten. Doch wenn sie „ihre Kompetenzen überschreiten“ und angeben, was genau gewirkt habe, müssten die Zweifel ansetzen, denn homöopathische Arzneimittel seien es „sicher nicht“. Es gebe „sehr viele andere Erklärungen, die tausendmal plausibler sind“, sagte Lemke in einem Interview bei Radio Eins.

## Produktion und Konzeption
Regie, Drehbuch, Produktion, Kamera und Schnitt lagen in den Händen von Erik Lemke. Es handelt sich nach vier Kurzfilmen und dem Dokumentarfilm Berlin Excelsior um seinen zweiten Langfilm. Die Musik steuerte Tobias Burkardt bei, der schon die Musik für Berlin Excelsior produziert hatte. Die eingespielten Animationen gestaltete Matthias Daenschel.
Lemke konzipierte Homöopathie unwiderlegt? als Diskursfilm. Nach längerer Beschäftigung mit dem Thema schien es ihm für ein Sokratisches Gespräch geeignet, das im Dialog die „Überprüfung eigener Normen und Vorurteile“ erleichtere. Im Interview mit Jakob Buhre vertrat er eine wissenschaftsbasierte Position und legte Wert darauf, dass die im Film aufgezeigten Widersprüche nicht „immer wieder unter den Teppich gekehrt“, sondern auch von den Homöopathen selbst ernst genommen werden.
Seine eigene Rolle im Film beschrieb Lemke in einem Interview bei Radio Eins als Gesprächspartner in der „Position des kritisch nachfragenden Patienten“. Bei rbb24 stellte er die Widersprüche beispielhaft vor:

„Da sagt der eine: Hoch-Potenzen bei chronischen Krankheiten, Niedrig-Potenzen bei akuten Beschwerden – der nächste sieht das ganz anders. Ein Experte zur Studienlage gibt dann zu: Ein Unterschied zwischen den Potenzen konnte nie belegt werden. Solche Widersprüche offenbaren sich erst, wenn man die Aussagen unterschiedlicher Homöopathen vergleichbar macht. In meinem Dokumentarfilm widerlegen sie sich also selbst. Hätte ich eine dieser Personen anderthalb Stunden lang reden lassen in meinem Film, würde das wirken wie ein kohärentes Weltbild.“

Lemke bezeichnet die Homöopathie als eine „Glaubenslehre“ – eine „Ideologie, die es durch sehr gute Lobbyarbeit geschafft hat, sich tief in unserem Gesundheitssystem zu verankern“. Gleichwohl seien Homöopathen „keine Scharlatane oder Betrüger“ – „zum Teil kennen sie die Studienlage sogar sehr gut“. Für die Zukunft geht er von Veränderungen aus:

„Meine Prognose ist, dass die Homöopathie nach und nach aus dem Gesundheitssystem verschwindet und am Ende wahrscheinlich mehr von Heilpraktikern ausgeführt wird, weniger von Ärzten. Zwölf Ärztekammern haben die Homöopathie bereits von ihren Weiterbildungsverordnungen entfernt. Natürlich wird es die Homöopathie auch in Zukunft geben, doch dass die Allgemeinheit weiterhin für so etwas bezahlt, das sehe ich nicht. Möglicherweise werden homöopathische Arzneien in den Apotheken anders gekennzeichnet, vielleicht fällt die Apothekenpflicht auch komplett weg. Dann könnten die Homöopathika in den Supermärkten bei den Nahrungsergänzungsmitteln stehen – was wohl auch der bessere Platz wäre.“

Die Premiere des Films erfolgte am 26. Januar 2022 in den Eva Lichtspielen in Berlin-Wilmersdorf in Anwesenheit des Regisseurs. Ab Februar 2022 ist der Film im Programm von Kinos in Leipzig, Stuttgart, Münster und Hamburg.

## Die Gesprächspartner
Für seinen Film führte Lemke mit insgesamt 19 Vertretern der Homöopathie Gespräche, in denen er allen Beteiligten dieselben Fragen vorlegte. Gesprächspartner stammten aus Deutschland, Österreich und der Schweiz. Alle sind Befürworter der Homöopathie und mit ihr praktizierend oder theoretisch befasst. Unter ihnen finden sich Vertreter der Allgemeinmedizin und Pädiatrie, der Frauenheilkunde und Geburtshilfe, der Naturheilkunde und der Chinesischen Medizin, aber auch ein Physiker und einige Psychotherapeuten, darunter ein mit der Fort- und Weiterbildung von Homöopathen befasster Psychotherapeut. Eine Gesprächspartnerin bezeichnet sich als Schamanin, eine andere publiziert über Natur und Medizin. Eingeladen war darüber hinaus der bei der Wissenschaftlichen Gesellschaft für Homöopathie für Wissenschaftskommunikation und Pressearbeit Zuständige, der zugleich für die Karl und Veronica Carstens-Stiftung tätig ist [Wer?]. Weitere Gesprächspartner waren Harald Walach, Karl-Heinz Gebhardt als ehemaliger Vorsitzender der Hufelandgesellschaft und langjähriger erster Vorsitzender des Deutschen Zentralvereins homöopathischer Ärzte, und Martin Dinges als ehemaliger wissenschaftlicher Mitarbeiter und Archivar des Instituts für Geschichte der Medizin der Robert Bosch Stiftung.
Insbesondere von Gebhardt habe der Berliner Filmemacher erfahren, welche Wurzeln das seit Jahrzehnten überbordende Interesse an der Homöopathie habe. Nach dem Contergan-Skandal, der Anfang der 1960er Jahre aufgedeckt worden war, habe man in den 1970er Jahren versucht, das Gesetz über die Medikation „sicherer zu machen“. In Gegenwehr hätten sich die einschlägigen Vereine zusammengetan und die Hufelandgesellschaft als Dachorganisation gebildet. Letztlich hätten sie laut Gebhardt Erfolg gehabt.
Alle Gesprächspartner hätten „auch noch Tage nach dem Dreh“ die Möglichkeit gehabt, „Antworten zurückzuziehen“. Nicht möglich gewesen sei dagegen der Wunsch, die geschnittene Version zu autorisieren, denn das „hätte nicht funktioniert bei 19 Befragten, deren Aussagen ineinandergreifen“, so Lemke in seinem Interview bei rbb24. Wer das gewollt habe, sei nicht in die Gesprächsrunde aufgenommen worden. Eine Ärztin habe sich hinterher beklagt, sie habe sich „wie auf der Anklagebank gefühlt“. Allerdings würden sich, so Lemke, in der Homöopathie „viele gern als Opfer“ darstellen. Die Ärztin allerdings übernehme „Verantwortung für ihre oftmals auch schwer kranken Patienten“, die sie aufklären müsse, auch über Zweifel. Das sei „ihr Job“.

## Rezeption
Mit dem Untertitel Gut gemeint ist nicht gut gemacht legte Norbert Aust am Tag der Premiere eine Filmkritik auf der Website vom Informationsnetzwerk Homöopathie vor. Das Netzwerk ist ein Zusammenschluss von Homöopathiekritikern. Aust ist Mitinitiator des Netzwerks, Mitautor der Freiburger Erklärung und Mitglied der Gesellschaft zur wissenschaftlichen Untersuchung von Parawissenschaften.
Aust beginnt mit einer Fundamentalkritik am Regisseur. Der sei „bislang noch nicht als Kritiker der Alternativmedizin bekannt“ und habe sich „in seinen Filmen auch noch nicht mit wissenschaftlichen Themen auseinandergesetzt“. Unter seinen Gesprächspartner befänden sich „einige in Skeptikerkreisen durchaus bekannte Leute“, wie Jens Behnke, Harald Walach, Cornelia Bajic und Heinrich Hümmer, „aber auch bisher eher unbekannte Homöopathen“. Den Themenkomplex habe Lemke „recht umfassend“ abgedeckt. Man vermisse „keinen Aspekt, der in der Diskussion um die Homöopathie eine Rolle“ spiele. Die Protagonisten, laut Aust „beileibe keine Dummköpfe“, „schwurbeln je nach Naturell mehr oder weniger abgehoben los“. Im Folgenden beklagt Aust, Lemke habe nichts dazu getan, den Film als homöopathiekritisch zu erkennen zu geben und „die Widersprüche hervorzuheben“. Sie zu erkennen, bleibe „alleine dem Zuschauer überlassen“. Für sein Anliegen habe er nicht immer die „geeigneten dramaturgischen Mittel“ eingesetzt. Lemke überlasse „die intellektuelle Auseinandersetzung mit dem Inhalt voll und ganz seinen Zuschauern“, die dazu aber weder Zeit noch „Sachkenntnis und Sensibilität eines Homöopathiekritikers“ hätten. Aust rechne nicht damit, „dass es nach den Vorführungen zu Diskussionen mit dem Publikum“ komme – „schon gar nicht mit Anhängern der Homöopathie“. Mit einer rhetorischen Frage kommt er zum Schluss:

„Das soll ein Film sein, der irgendwie eine kritische Haltung zur Homöopathie fördern soll? Man hat eher den Eindruck, da wird ein Homöopathie-Werbefilm als Kritik getarnt.“